# マジャン 〜畏村奇聞〜
『マジャン 〜畏村奇聞〜』（マジャン おそれむらきぶん）は、カミムラ晋作による日本の漫画。『E★エブリスタプレミアム』（エブリスタ）において、2010年6月4日から2014年8月28日まで連載された。基本的には麻雀漫画だが、その中でも特にローカルルールに大きく焦点を当てており本作独自の特殊なルールが多く登場する他、村社会の掟や因習、土着の民間信仰も大きなテーマとなっている。単行本は2巻まで刊行されており、それ以降の話は上記のサイトでしか読めなかったが、2016年3月29日にマンガ図書館Zで無料公開された。

## あらすじ
行方不明の父親の生まれた村、麻上村に引っ越した山里卓次。ふとしたことからさまざまなトラブルに巻き込まれ、「マジャン＝麻雀」で身体の一部や大切なものを賭けた勝負に挑んでいく。次々に現れる敵。因習が根強く残る村の謎がマジャン対決を通して徐々に明らかになっていく。

## 登場人物
山里 卓次（やまざと たくじ）
本作の主人公。中学2年生。麻雀ゲームが得意。行方不明の父親の生まれた村、麻上村に引っ越した時から、さまざまなトラブルに巻き込まれ、「マジャン＝麻雀」で身体の一部や大切なものを賭けた勝負に挑んでいく。麻雀歴/8年。雀風/デジタル派（データ重視・守備対応型）。好きな役/リーチ、タンピン系。勝負傾向/相手のクセや手の高さを的確に読み、守るべき時はしっかり守る。攻めは先行リーチ主体。バランスを重んじ、様々な状況に対応できる。下の名前ではあまり呼ばれず基本的に「山里」、「山里君」と呼ばれる。
別所 たまの（べっしょ たまの）
本作のヒロイン。山里卓次とクラスメイト。東京への興味から山里と仲良くなる。山里卓次と柳満足との戦いにおいては、女人禁制の「マジャン」の掟にしたがって、自身を供物として提供することとなる。
将野 知憲（しょうの とものり）
山里の最初の対戦相手。クラス委員。マジャン歴/9年半。雀風/”神懸り”のマジャン。好きな役/三色同順、三暗刻。勝負傾向/通常は冷静で合理的な打牌を好むが、時に直感に任せあえて非効率的に打った手がハマった時の爆発力は計りを超える。山里との対戦で卓次に敗北した事で左親指を根元から自らの手で切断している。その後は、殿田智実の企みに気づいて卓次を救出に来たり、祭の日までに村を出るよう忠告したりと、村の習慣を知らない卓次に親身になっている様子を見せる。マガミサマへの信仰心が篤いため、私利私欲のために掟をねじ曲げようとしている様子を見せる雀部家の動向を注視していた。籠り1日目の夜に村の大人達が騒ぎはじめるのを不審に思い、一人で事情を探っていたところで山里卓巳に出会い、以降は神の胎道の案内人を務めるなど卓巳の手助けを行う。智実にマジャンを教えた師でもあり、家同士のつながりも強いらしい事から「兄さま」と呼ばれている。
柳 満足（やなぎ みつたり）
麻上村に住む中学2年生の男子で、年齢は14歳。髪を逆立て、学ランの中にヘソ出しのTシャツを着用している。マジャンの特殊ルールの一つ、「バンサン」を得意としている。将野知憲が山里卓次に敗北した事、また別所たまのが卓次に執心している事から興味を抱き、嘘をついて卓次を遊戯室に呼び出した。またその際、仲間にたまのの足を引っかけさせて入室させ、供物として賭ける事を提案する。なりふり構わない手法で勝利しては他人の家族や恋人に手をつけていたため、同学年の男子生徒からは畏怖されると同時に恨みを買っていた。卓次に敗北したあとは番付を剥奪されたため、それまで恨みながらも仕返しする事ができなかった複数人にリンチに遭い、町の大病院に入院した。麻雀歴は7年半で、好きな役はタンヤオと混一色。雀風は他プレイヤーの打牌を取得して面子を完成させる手法を好む「“悪食”のマジャン」。卓次と対戦するまでは、中学2年での番付2位だった。
殿田 智実（とのだ ともみ）
麻上村に住む小学3年生の男子で、年齢は9歳。女児のような体つきをしており、黒い着物とおかっぱのカツラで女装する事もある。幼い頃から将野知憲を慕っており、マジャンを教えてもらった事から師とも仰いでいる。山里卓次が将野にイカサマで勝利したと考え、かつて地下牢として使用されていた廃神社に卓次を誘導し、鎖でつないだうえで卓次の命を賭けたマジャンを挑んだ。麻雀歴は4年半で、好きな役は役牌とトイトイ。本来の雀風は将野とよく似ているとされるが、卓次との対戦においては牌に白いクリームを塗って牌の表示を偽装する「御色直し」というイカサマを使用した。
宍飼 勝 （ししかい まさる）
麻上村に住む中学3年生の男子で、年齢は15歳。中学3年の番付トップの実力者で、雀部京介が乗地彦一の名をかたって山里卓次をだましていた頃、タケノコ（親指）の半分を賭けて遊戯室で卓次と「罪贈り」の特殊ルールで対戦した。卓次に敗北した事で、親指の皮を剥がされている。麻雀歴は8年で、好きな役はリーチと一発。雀風は門前派で攻撃型となっている。門前での手作りを得意としており、先行された際にもしぶとく食らいついての追っかけリーチを身上としている。
雀部 京介（ささきべ きょうすけ）
麻上村に住む高校2年生の男子で、年齢は17歳。麻上村の名家として知られる雀部家の長子であり、村長の一人息子として育てられているが、実際には異父兄に雀部龍文と雀部武鳳がいる。母親である雀部鶸からは「最高傑作」と称され、次期村長兼家長を言い渡されている。前回の籠りでノリワラとなっており、籠りには1日目を見学のみで参加し、2日目から参加者として列席した。山里卓次と出会った際には「乗地彦一」の名をかたって協力的なクラスメイトと思い込ませ、「マジャンから信仰と蛮習を取り除く計画」を謳って一部間違った村の習慣を教えるなど、表面上は協力的な姿勢を見せながら、本名や、卓次を籠りに参加させて両手足を奪うという本当の思惑を隠していた。しかし本性を見せたあと、卓次からは「人の形をした悪意の器」と称されている。「そのそれ」「そのそいつ」など、特徴的な指示語を用いる事が多い。本来の性格は他人を絶望に陥れる事で至上の愉悦を感じるサディスト。人を支配する事と、他人の感情に対する異様なまでの興味から行動が成り立っている。「指向声域」の能力を持つ。籠り2日目の最終戦で、「助手搦」の特殊ルールを使用し卓次と山里美乃、そして村からの追放を賭けた差しで対戦した。麻雀歴は12年で、好きな役は偶発役。雀風は異常な聴力と指向声域によって暗示をかけ相手を操る、完成された「“支配”のマジャン」。配下の人間からは「京介坊っちゃん」と呼ばれている。終盤では山里と、ただの勝負をするために村民では入れない洞窟に入り勝負をする。

赤土 力也（あかつち りきや）
赤土兄弟の兄で普段は「赤土兄」と呼ばれている。先祖が祭で敗北したため半永久的に雀部家への忠義を運命づけられている。そのため兄弟2人とも幼い頃から雀部家の使用人として働いている。兄は雀部家の家族会議で美乃を籠りまでの間山中の古民家に移すことを提案し美乃の世話をする。
赤土 英人（あかつち ひでと）
高校2年生で17歳。体格が大きい。基本的に赤土兄弟の弟のため「赤土弟」と呼ばれる。籠りでよ名前発表の際、赤土英人の名前が明かされた。スキンヘッドで顔の右側に火傷の痕がある。幼い頃から京介に従って行動している。麻雀歴は10年。
葵 一郎 （あおい いちろう）
高校1年生、16歳。高校1年生の番付がトップ。左目と両手両足に包帯を巻いており、金髪で目つきが悪い。貧しい猟師の父に幼少時より虐待を受けて育つ中で見た一匹狼の美しさと、12年前の祭りで垣間見た山里卓巳の強く華のあるマジャンに惹かれ、それらを目標としてマジャンを初めた。7歳の時点から年上の男達を相手に腕を磨き続け、10歳にして父親に養育費を返した上でマジャンを挑み大勝、親子の縁を切って後は賭けマジャン生計でを立てながら最強を目指していた。卓巳の息子である卓次の強さに期待し対戦を渇望しており、京介の提案に乗ったのもそのためで彼個人への忠誠もマガミサマへの信仰心もごく希薄。
白 龍成（はく りゅうせい）
高校3年、18歳。高校3年番付トップ。オールバックの黒髪で眼鏡をかけている。100年ほど前に麻上村にやってきた華人の家系で雀部家と並ぶ名家。
山里 卓巳（やまざと たくみ）
ルポライターをしている男性で、山里卓次と山里美乃の父親。麻上村の山側の出身者。行方不明となっており、卓次は山里卓巳の足取りがつかめるまでという期限付きで麻上村へとやって来た。12年前の籠りでノリワラに選出されており、その名誉と引き換えに卓次を連れて村を出奔した。村を出てからは置き去りにしてしまった美乃を取り戻すために秘密裏に村の調査を進めていた。幼い頃の葵一郎はこの籠りでの卓巳の姿に惚れ込んでマジャンをはじめており、「最強の雀士」と呼んでいる。村の統治体制を崩壊させるため、籠りの日までに証拠材料などを集め将野を協力者としたら引き入れる。最後は刑事たちと共に籠りの現場をおさえる。
山里 美乃（やまざと よしの）
山中で赤土兄と一緒に住んでいる。籠りのための生け贄。名字が山里だが実は山里卓次の双子の姉である。母の死によるショックで声が出なくなった。別所の親友。
白髪の刑事（しらがのけいじ）
スーツの上にコートを着た白髪の刑事。本名及び階級は不明だが部下2人をまとめ、指示する立場。村で行われている青少年を巻き込んだ賭博を行なっているとの情報を得て麻見町から部下2人を連れ麻上村を訪れる。籠りの現場を現行犯でおさえ関係者全員を麻見の警察署まで同行させる。
岩田（いわた）
白髪の刑事の部下の1人。坊主頭で下の名前は不明。万が一の為、ライフルなどの武器を携帯している。
体格の大きい刑事
白髪の刑事の部下の1人。白髪の刑事と岩田と共に村を訪れる。本名は不明。

## 用語
マジャン
本作品の題名にもなっている、ゲーム・神事の名称。単なる遊戯・賭博として以上にマガミサマに捧げる神事として麻上村で非常に重視されており、特に神前での勝負に際しては互いに供物として金銭から四肢や人間そのものに至るまでを捧げ合う過酷な儀式ともなる。そこでの掟や勝敗に対して村民は異様なまでに厳格・従順であり、村の特異性を象徴する存在。基本的には麻雀の一般的なルールに準じるが、それに加え数々の勝負形式（ローカルルール）が存在し、対局前にくじ引きでそのうち一つを採用する。村では揉め事などがあった際、このマジャンの勝敗によって事を決める。
勝負形式
マジャンにおいて用いられるローカルルール。数々あるルールのうち一つを対局前にくじ引きで選び、以後の対局は通常の麻雀に特殊ルールを追加した形で行われる。「バンサン」「月無」など村独自の符丁で呼ばれるこれらのルールは麻上村に住む男であれば知っていて当然のものだが、ヨソ者である卓次はほとんどの場合においてルールに無知であり、その名称や他家の打ち筋によってルールを推理する段階から始めねばならないハンデを背負うこととなる。
麻上村（まがみむら）
山中にある村。スーパーや郵便局などがある。物語終盤には今まで村で起こったマジャン関係の事件について遂に警察の捜査が入り、最終的には全村民が捜査対象となり集会等が禁じられる。
マガミサマ
村の村民が信仰する神様。女性の神様である。山鳴りが度々起こるがこれはマガミサマが怒っていることを表す。この山鳴りは実際は麻上村支配層による偽りだった。
麻見町（あさみちょう）
麻上村の隣に位置すると思われる町。
祭
10月に毎年麻上村で行われる祭で、昼間は神社に屋台が並び笛や太鼓が鳴り響くなど、どこにでもあるごく普通の村祭りである。夕暮れ時には東西南北それぞれの山に火が灯り、それ以降は女子供の外出はマガミサマの咎を受けるとして外出を禁じている。

## 単行本
- カミムラ晋作 『マジャン 〜畏村奇聞〜』 エンターブレイン〈ファミ通クリアコミックス〉、既刊2巻
  1. 2011年7月15日発売 ISBN 978-4-04-727444-0
  2. 2013年10月15日発売 ISBN 978-4-04-727782-3